# Larry Foust
Laurence Michael Foust, detto Larry (Painesville, 24 giugno 1928 – Pittsburgh, 27 ottobre 1984), è stato un cestista statunitense, professionista nella NBA.

## Carriera
Venne selezionato dai Chicago Stags al primo giro del Draft NBA 1950 (5ª scelta assoluta).

## Statistiche

### NBA

#### Regular Season
| Anno      | Squadra            | PG  | PT | MP   | TC%  | 3P% | TL%  | RP   | AP  | PRP | SP | PP   |
| --------- | ------------------ | --- | -- | ---- | ---- | --- | ---- | ---- | --- | --- | -- | ---- |
| 1950-1951 | Ft. Wayne Pistons  | 68  | -  | -    | 34,6 | -   | 65,9 | 10,0 | 1,3 | -   | -  | 13,5 |
| 1951-1952 | Ft. Wayne Pistons  | 66  | -  | 39,6 | 39,4 | -   | 67,8 | 13,3 | 3,0 | -   | -  | 15,9 |
| 1952-1953 | Ft. Wayne Pistons  | 67  | -  | 34,4 | 36,0 | -   | 72,3 | 11,5 | 2,3 | -   | -  | 14,3 |
| 1953-1954 | Ft. Wayne Pistons  | 72  | -  | 37,4 | 40,9 | -   | 71,2 | 13,4 | 2,2 | -   | -  | 15,1 |
| 1954-1955 | Ft. Wayne Pistons  | 70  | -  | 32,3 | 48,7 | -   | 76,6 | 10,0 | 1,7 | -   | -  | 17,0 |
| 1955-1956 | Ft. Wayne Pistons  | 72  | -  | 28,1 | 44,7 | -   | 77,8 | 9,0  | 1,8 | -   | -  | 16,2 |
| 1956-1957 | Ft. Wayne Pistons  | 61  | -  | 25,1 | 39,4 | -   | 71,8 | 9,1  | 1,2 | -   | -  | 12,4 |
| 1957-1958 | Minneapolis Lakers | 72  | -  | 30,6 | 39,8 | -   | 75,6 | 12,2 | 1,5 | -   | -  | 16,8 |
| 1958-1959 | Minneapolis Lakers | 72  | -  | 26,8 | 39,0 | -   | 76,5 | 8,7  | 1,3 | -   | -  | 12,3 |
| 1959-1960 | Minneapolis Lakers | 47  | -  | 29,7 | 38,7 | -   | 78,6 | 9,3  | 1,6 | -   | -  | 13,3 |
| 1959-1960 | St. Louis Hawks    | 25  | -  | 22,6 | 47,0 | -   | 80,0 | 7,3  | 0,9 | -   | -  | 10,2 |
| 1960-1961 | St. Louis Hawks    | 68  | -  | 17,8 | 39,7 | -   | 78,8 | 5,7  | 1,1 | -   | -  | 8,1  |
| 1961-1962 | St. Louis Hawks    | 57  | -  | 20,2 | 47,1 | -   | 81,5 | 5,8  | 1,4 | -   | -  | 9,7  |
| Carriera  | Carriera           | 817 | -  | 29,2 | 40,5 | -   | 74,1 | 9,8  | 1,7 | -   | -  | 13,7 |

#### Playoffs
| Anno     | Squadra            | PG | PT | MP   | TC%  | 3P% | TL%  | RP   | AP  | PRP | SP | PP   |
| -------- | ------------------ | -- | -- | ---- | ---- | --- | ---- | ---- | --- | --- | -- | ---- |
| 1951     | Ft. Wayne Pistons  | 3  | -  | -    | 31,1 | -   | 80,0 | 12,3 | 1,7 | -   | -  | 12,0 |
| 1952     | Ft. Wayne Pistons  | 2  | -  | 38,5 | 52,2 | -   | 85,7 | 15,0 | 2,5 | -   | -  | 15,0 |
| 1953     | Ft. Wayne Pistons  | 8  | -  | 41,5 | 39,7 | -   | 83,8 | 13,9 | 0,8 | -   | -  | 19,1 |
| 1954     | Ft. Wayne Pistons  | 4  | -  | 32,3 | 26,8 | -   | 76,0 | 9,5  | 1,8 | -   | -  | 10,3 |
| 1955     | Ft. Wayne Pistons  | 11 | -  | 30,1 | 39,5 | -   | 71,2 | 9,7  | 2,4 | -   | -  | 15,6 |
| 1956     | Ft. Wayne Pistons  | 10 | -  | 28,9 | 37,7 | -   | 78,7 | 12,7 | 1,4 | -   | -  | 16,8 |
| 1957     | Ft. Wayne Pistons  | 2  | -  | 32,0 | 56,5 | -   | 82,6 | 12,5 | 3,0 | -   | -  | 22,5 |
| 1959     | Minneapolis Lakers | 13 | -  | 31,1 | 41,8 | -   | 82,0 | 10,5 | 0,9 | -   | -  | 11,8 |
| 1960     | St. Louis Hawks    | 12 | -  | 17,1 | 39,2 | -   | 80,0 | 5,7  | 0,9 | -   | -  | 6,5  |
| 1961     | St. Louis Hawks    | 8  | -  | 11,1 | 45,0 | -   | 57,1 | 3,5  | 0,3 | -   | -  | 3,3  |
| Carriera | Carriera           | 73 | -  | 27,4 | 39,4 | -   | 78,1 | 9,7  | 1,3 | -   | -  | 12,4 |

## Palmarès
- All-NBA First Team (1955)
- All-NBA Second Team (1952)
- 8 volte NBA All-Star (1951, 1952, 1953, 1954, 1955, 1956, 1958, 1959)
- Miglior rimbalzista NBA (1952)
- Migliore nella percentuale di tiro NBA (1955)